# Pargny-lès-Reims
Pargny-lès-Reims – miejscowość i gmina we Francji, w regionie Grand Est, w departamencie Marna.
Według danych na rok 1990 gminę zamieszkiwały 352 osoby, a gęstość zaludnienia wynosiła 97 osób/km².